# Liste der Biografien/Sev
Liste der Biografien |
Portal Biografien |
Personensuche
# |
A |
B |
C |
D |
E |
F |
G |
H |
I |
J |
K |
L |
M |
N |
O |
P |
Q |
R |
S |
T |
U |
V |
W |
X |
Y |
Z |
?
 
Sa |
Sb |
Sc |
Sd |
Se |
Sf |
Sg |
Sh |
Si |
Sj |
Sk |
Sl |
Sm |
Sn |
So |
Sp |
Sq |
Sr |
Ss |
St |
Su |
Sv |
Sw |
Sy |
Sz
 
Sea |
Seb |
Sec |
Sed |
See |
Sef |
Seg |
Seh |
Sei |
Sej |
Sek |
Sel |
Sem |
Sen |
Seo |
Sep |
Seq |
Ser |
Ses |
Set |
Seu |
Sev |
Sew |
Sex |
Sey |
Sez
Die Liste der Biografien führt alle Personen auf, die in der deutschsprachigen Wikipedia einen Artikel haben. Dieses ist eine Teilliste mit 215 Einträgen von Personen, deren Namen mit den Buchstaben „Sev“ beginnt.

## Sev

### Seva
- Séva, Éric (* 1964), französischer Jazzmusiker (Saxophon, Komposition)
- Sevåg, Øystein (* 1957), norwegischer Musiker und Komponist
- Sevag, Rupen (* 1885), armenischer Dichter
- Seval, Erol (* 1970), deutscher American-Football-Spieler und -Trainer
- Ševaljević, Vasko (* 1988), montenegrinischer Handballspieler
- Sevani, Adam G. (* 1992), US-amerikanischer Schauspieler und TänzerAdam G. Sevani (* 1992)

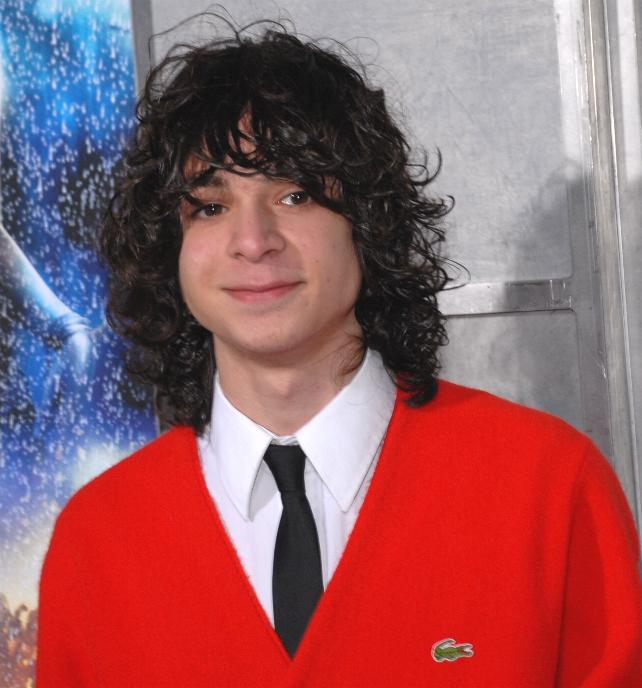
Adam G. Sevani (* 1992)

- Sevareid, Eric (1912–1992), US-amerikanischer Journalist
- Sevastova, Anastasija (* 1990), lettische Tennisspielerin

### Sevc
- Ševc, Martin (* 1981), tschechischer Eishockeyspieler
- Sevcenko, Nicolau (1952–2014), brasilianischer Historiker
- Ševčík, František (1942–2017), tschechoslowakischer Eishockeyspieler
- Ševčík, Julius (* 1978), tschechischer Filmregisseur und Drehbuchautor
- Ševčík, Otakar (1852–1934), tschechischer Violinist
- Ševčík, Petr (* 1994), tschechischer Fußballspieler
- Ševčíková, Hana (* 1970), tschechische Filmschauspielerin und Schlagzeugerin
- Ševčíková, Linda (* 1998), tschechische Tennisspielerin
- Ševčíková, Petra (* 2000), tschechische Radrennfahrerin

### Sevd
- Sevdal, Heidi (* 1989), färöische Fußballspielerin
- Sevdaliza (* 1987), niederländisch-iranische Sängerin, Songwriterin, Tänzerin und ProduzentinSevdaliza (* 1987)

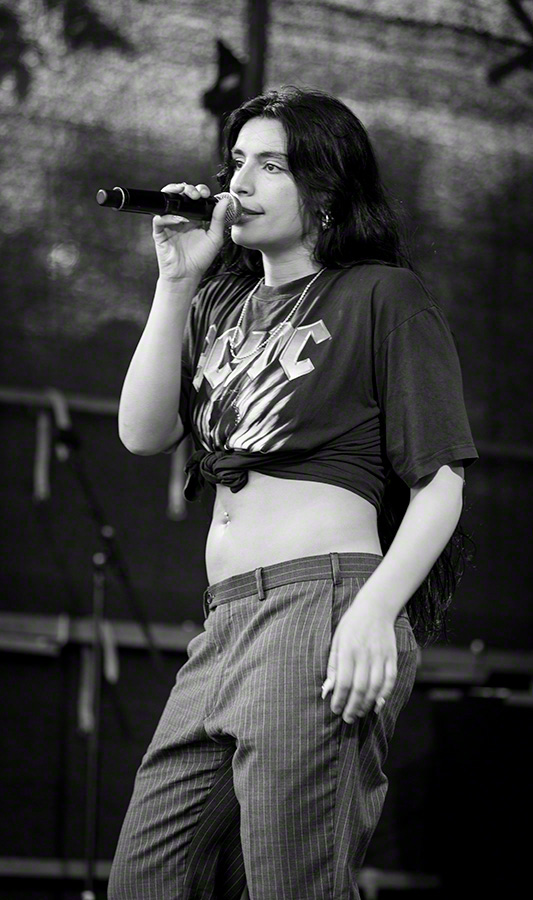
Sevdaliza (* 1987)

- Sevdimov, Namiq (* 1983), aserbaidschanischer Ringer

### Seve
- Sève, Lucien (1926–2020), französischer Philosoph, Kommunist und politischer Aktivist
- Sevecke, Rikke Læntver (* 1996), dänische Fußballspielerin
- Sevecke, Torsten (* 1962), deutscher Verwaltungsjurist und politischer Beamter (SPD)
- Sevek, brasilianischer House-DJ und Musikproduzent
- Sevel, Carola (1915–1993), dänische Schauspielerin
- Sevelda, Karl (* 1950), österreichischer Manager
- Sevelda, Paul (* 1955), österreichischer Gynäkologe und Hochschullehrer
- Sevele, Feleti (* 1944), tongaischer Politiker, Premierminister von Tonga (2006–2012)
- Ševeļovs, Kirils (* 1990), lettischer Fußballspieler
- Seven (* 1978), Schweizer Sänger
- Seven Deers, David (* 1957), kanadisch-indianischer Bildhauer
- Seven, Abdülkadir (1891–1971), türkischer General
- Seven, Johnny (1926–2010), US-amerikanischer Schauspieler
- Seven, Karin (* 1964), deutsche Schauspielerin
- Seven, Murat (* 1980), deutsch-türkischer Schauspieler
- Seven, Toni (1922–1991), US-amerikanische Schauspielerin und Model
- Seven, Trent (* 1981), englischer Wrestler
- Sevenheck, Christian (* 1974), deutscher Mathematiker und Hochschullehrer
- Sevenich, Anke (* 1959), deutsche Schauspielerin, Drehbuchautorin und RegisseurinAnke Sevenich (* 1959)

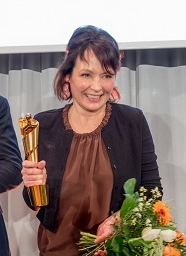
Anke Sevenich (* 1959)

- Sevenich, Stefan (* 1966), deutscher Opernsänger (Bass-Bariton)
- Sevenich, Vivian (* 1993), niederländische Wasserballspielerin
- Sevenius, Oona (* 2004), finnische Fußballspielerin
- Sevens, Lisette (* 1949), niederländische Hockeyspielerin
- Sevenster, Gerhard (1895–1985), niederländischer reformierter Theologe und Kirchenhistoriker
- Sever(…), antiker römischer Toreut
- Sever, Albert (1867–1942), österreichischer Politiker, Landeshauptmann von Niederösterreich, Abgeordneter zum Nationalrat
- Sever, Alisa Sezen (* 2006), türkische Schauspielerin
- Sever, İlkan (* 2004), niederländisch-türkischer Fußballspieler
- Sever, Sefer (* 1991), türkischer Fußballspieler
- Severa, Maria (1820–1846), portugiesische Fado-Sängerin
- Severa, Marina, erste Frau Kaiser Valentinians I. und Mutter Kaiser Gratians
- Séverac, Déodat de (1872–1921), französischer Komponist
- Sévérac, Esther (* 1989), deutsch-französische Harfenistin
- Severance, Caroline (1820–1914), US-amerikanische Aktivistin für diverse Anlässe
- Severance, H. Craig (1879–1941), US-amerikanischer Architekt
- Severance, Joan (* 1958), US-amerikanische Schauspielerin und Model
- Severance, Luther (1797–1855), US-amerikanischer Politiker
- Sévère, Raphaël (* 1994), französischer Klarinettist
- Severec, Tomislav (* 1997), kroatischer Handballspieler
- Severeyns, Emile (1931–1979), belgischer Radrennfahrer
- Severgnini, Beppe (* 1956), italienischer Journalist und Schriftsteller
- Severgnini, Edoardo (1904–1969), italienischer Radrennfahrer
- Severi, Francesco (1879–1961), italienischer Mathematiker
- Severi, Francesco (1907–1980), italienischer Automobilrennfahrer
- Severi, Martino, italienischer Autorennfahrer
- Severi, Pietro (1903–1984), italienischer römisch-katholischer Geistlicher und Bischof von Palestrina
- Severian von Gabala, oströmischer Bischof in Gabala (heute Dschabala), Syrien
- Severianus, römischer Politiker
- Severianus, Flavius († 313), Sohn des römischen Kaisers Severus
- Severich, Georg (* 1959), deutscher Rennfahrer
- Severien, Ginny (* 1979), niederländische Badmintonspielerin
- Severin von Köln, Bischof von Köln, Heiliger
- Severin von Noricum († 482), Missionar, Klostergründer und HeiligerSeverin von Noricum († 482)

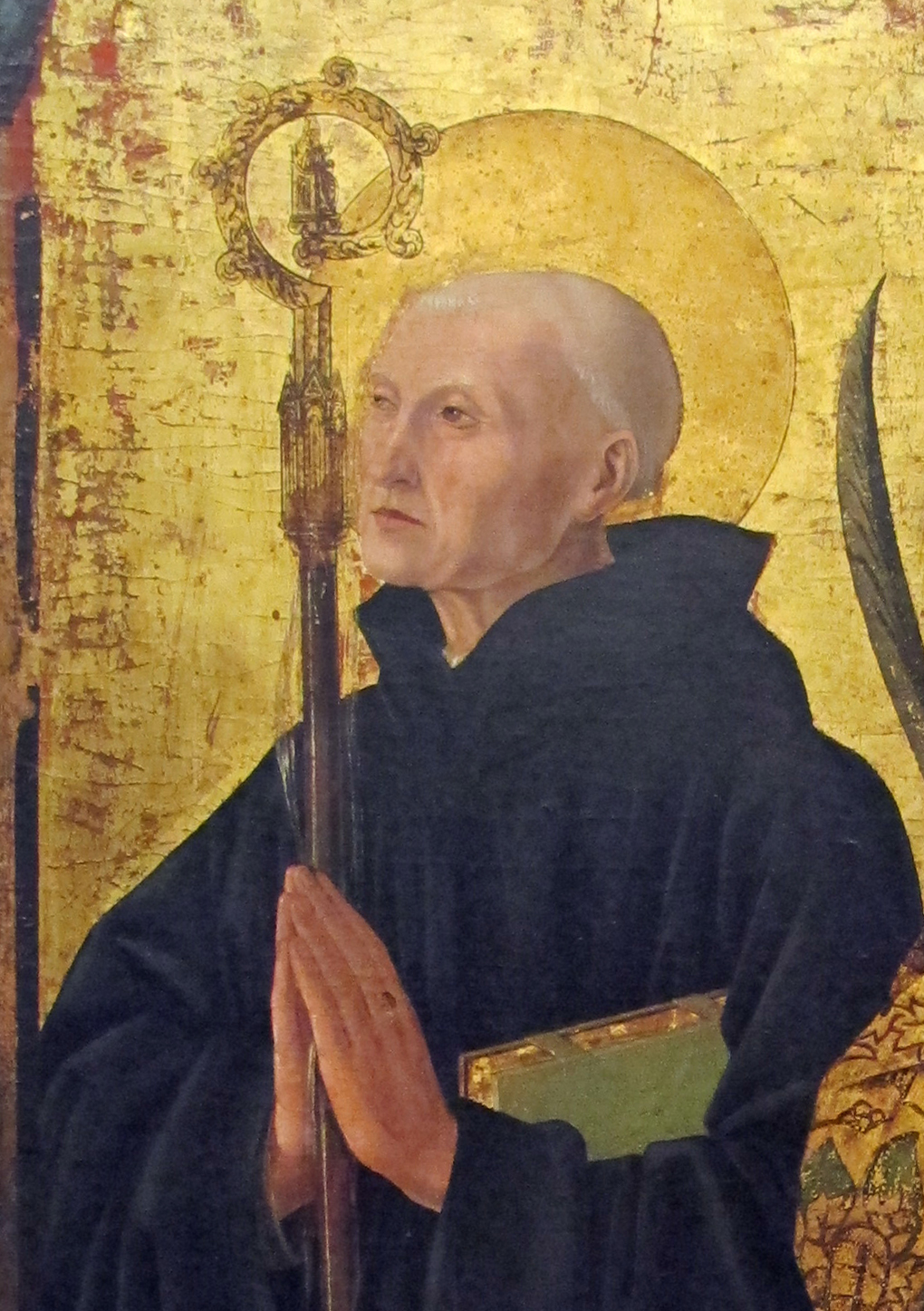
Severin von Noricum († 482)

- Severin von Sachsen (1522–1533), Prinz von Sachsen aus der albertinischen Linie der Wettiner
- Severin, Adde (1668–1731), Kaufmann und Ratsherr der Hansestadt Lübeck
- Severin, Adrian (* 1954), rumänischer Politiker und MdEP für Rumänien
- Severin, Alec (* 1963), belgischer Comickünstler
- Severin, Anthony B., lucianischer Diplomat
- Severin, August (1780–1861), deutscher Architekt, preußischer Baubeamter und Hochschullehrer
- Severin, August Ferdinand (1818–1892), Obergärtner in den botanischen Gärten St. Petersburg und Bern
- Severin, Carl August (* 1773), waldeckischer Landstand
- Severin, Carl Theodor (1763–1836), deutscher Architekt
- Severin, Christian (1562–1647), dänischer Astronom
- Severin, Dietrich (1935–2019), deutscher Maschinenbauingenieur und Lehrstuhlinhaber
- Severin, Dimitri Petrowitsch (1792–1865), russischer Diplomat
- Severin, Domenico (* 1967), italienischer Organist
- Severin, Emanuel (1842–1907), russischer Kinderchirurg und Geheimrat
- Severin, Erik (1879–1942), schwedischer Curler
- Severin, Ernst (* 1818), Landgerichtspräsident in Glogau
- Severin, Friedrich, Buchdrucker, Verleger und Buchhändler in Weißenfels
- Severin, Günther (1928–2024), deutscher Diplomat, Botschafter der DDR
- Severin, Hans (1920–2008), deutscher Hochfrequenztechniker und Hochschullehrer
- Severin, Hans-Georg (* 1941), deutscher Christlicher Archäologe
- Severin, Hermann (1830–1883), deutscher Politiker (Nationalliberale)
- Severin, Ingrid Leonie (* 1959), deutsche Kunsthistorikerin und Kuratorin
- Severin, Jacob (1691–1753), dänischer Kaufmann
- Severin, Jay (1951–2020), US-amerikanischer Talkshowmoderator
- Severin, Jochen (1927–1995), deutscher Journalist, Kaufmann, Verleger und Filmproduzent
- Severin, Johannes (1869–1937), deutscher Generalleutnant
- Severin, John (1921–2012), US-amerikanischer Comiczeichner und Cartoonist
- Severin, Julius (1840–1883), deutscher Landschafts- und Genremaler
- Severin, Karl Ludwig (1785–1851), preußischer Pädagoge und Schriftsteller
- Severin, Kay (* 1967), deutscher Chemiker
- Severin, Kurt (1896–1970), deutscher Grafiker und Entwerfer von Porzellan-Dekor
- Severin, Ludwig (1776–1832), deutscher Jurist in Waldeck
- Severin, Ludwig (1811–1867), deutscher Jurist und Landtagspräsident in Waldeck, MdR
- Severin, Peter Iwanowitsch (1761–1830), russischer Generalmajor, Zivilgouverneur und Senator
- Severin, Pitt (1920–1997), deutscher Fotograf, Reporter und Journalist
- Severin, Robert (* 1839), deutscher Fotograf
- Severin, Steven (* 1955), britischer Musiker, Komponist und Journalist
- Severin, Theodor (1930–2020), deutscher Lebensmittelchemiker und Hochschullehrer
- Severin, Tim (1940–2020), britischer Abenteurer, Historiker und Schriftsteller
- Severin, Walter (1891–1960), deutscher Buchhändler, Verleger
- Severin, Wilhelm (1809–1888), deutscher Lithograf und Fotograf
- Severin, Yoan (* 1997), französischer Fußballspieler
- Severin-Kaiser, Martina (1959–2016), deutsche evangelisch-lutherische Geistliche
- Severina (* 1972), kroatische Popsängerin
- Séverine (* 1948), französische Schlagersängerin
- Severing, Arndt (* 1973), deutscher Basketballspieler
- Severing, Carl (1875–1952), deutscher Politiker (SPD), MdR, MdL und Minister
- Severini, Attilio, italienischer Stuntman und Filmdarsteller
- Severini, Emma (* 2003), italienische FußballspielerinEmma Severini (* 2003)

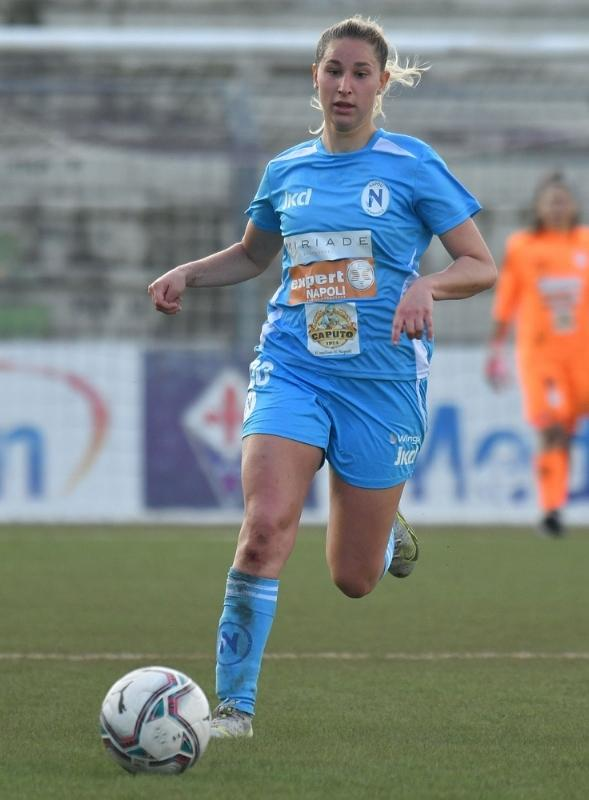
Emma Severini (* 2003)

- Severini, Gino (1883–1966), italienischer Maler des Futurismus
- Severini, Paulus († 1569), Mönch und späterer evangelischer Pfarrer
- Severinius Vitalis, Gaius, römischer Soldat
- Severino, Emanuele (1929–2020), italienischer Philosoph
- Severino, Lucas (* 1979), brasilianischer Fußballspieler
- Severino, Marco Aurelio (1580–1656), italienischer Anatom und Chirurg
- Severino, Paola (* 1948), italienische Juristin, Hochschullehrerin und Justizministerin
- Severino, Pino (* 1992), deutscher Schauspieler und SängerPino Severino (* 1992)

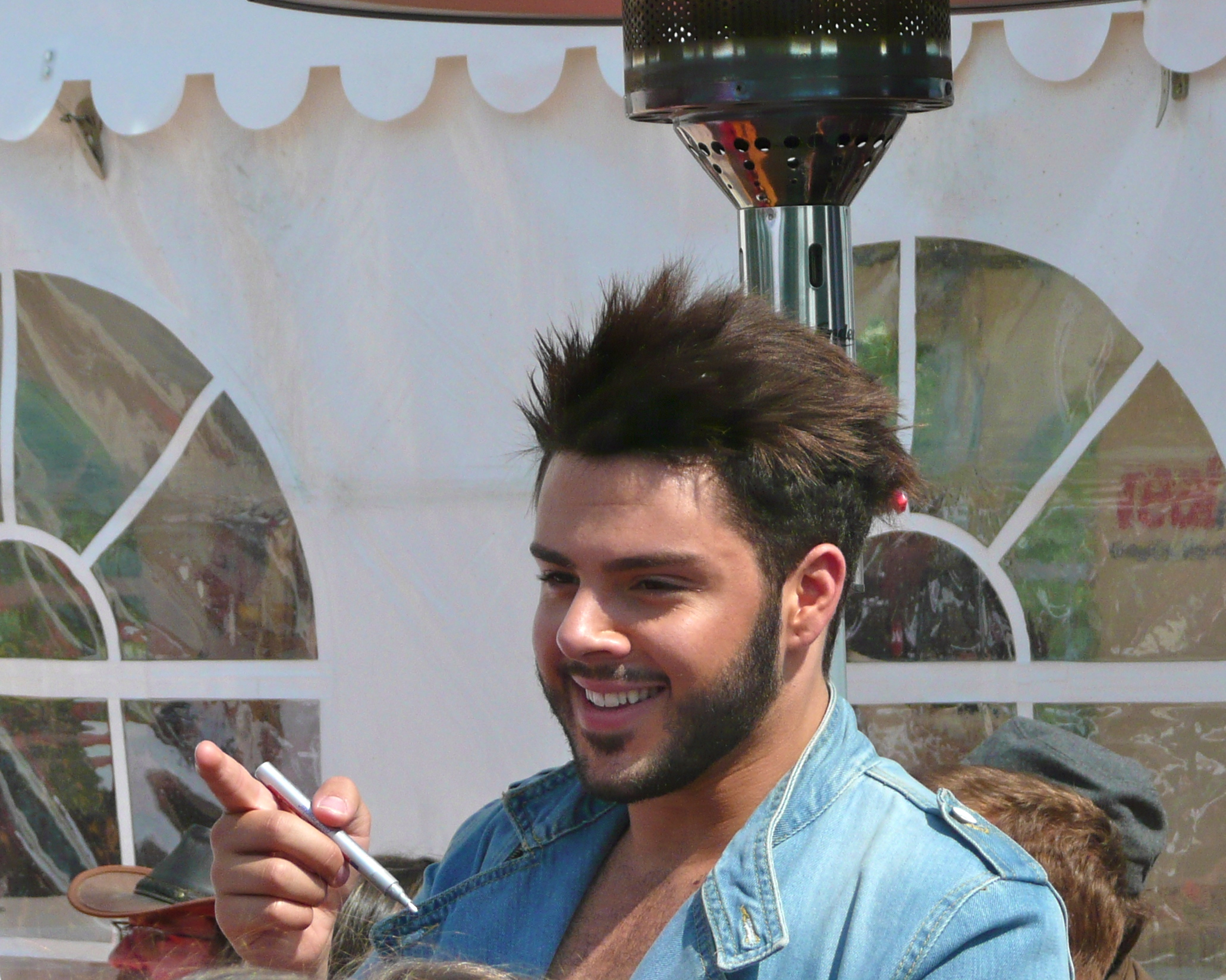
Pino Severino (* 1992)

- Severino, Rodolfo C. (1936–2019), philippinischer Diplomat und ASEAN-Generalsekretär
- Severinsen, Doc (* 1927), US-amerikanischer Jazz- und Pop-Trompeter und Bandleader
- Severinus († 170), Märtyrer und Heiliger
- Severinus († 640), Papst (638–640)
- Severinus iunior, römischer Politiker
- Severinus von Agaunum, Abt, Heiliger
- Severinus von Paris, Heiliger
- Severinus, Flavius, römischer Politiker
- Severit, Heinrich (1888–1977), deutscher Kommunalpolitiker (NSDAP), Oberbürgermeister von Radebeul
- Severius Salvator, Sextus, römischer Offizier (Kaiserzeit)
- Severloh, Heinrich (1923–2006), deutscher Angehöriger der Wehrmacht
- Severn, Joseph (1793–1879), englischer Maler
- Severns, Virgil (* 1929), US-amerikanischer Hochspringer
- Severoli, Antonio Gabriele (1757–1824), italienischer Geistlicher und Kardinal der Römischen Kirche
- Severos, antiker Philosoph
- Severson, Cam (* 1978), kanadischer Eishockeyspieler
- Severson, Damon (* 1994), kanadischer Eishockeyspieler
- Severson, Kris, US-amerikanischer Skispringer
- Severus († 307), römischer Kaiser
- Severus, Patriarch von Aquileia
- Severus († 1067), Bischof von Prag
- Severus Alexander (208–235), römischer KaiserSeverus Alexander (208–235)

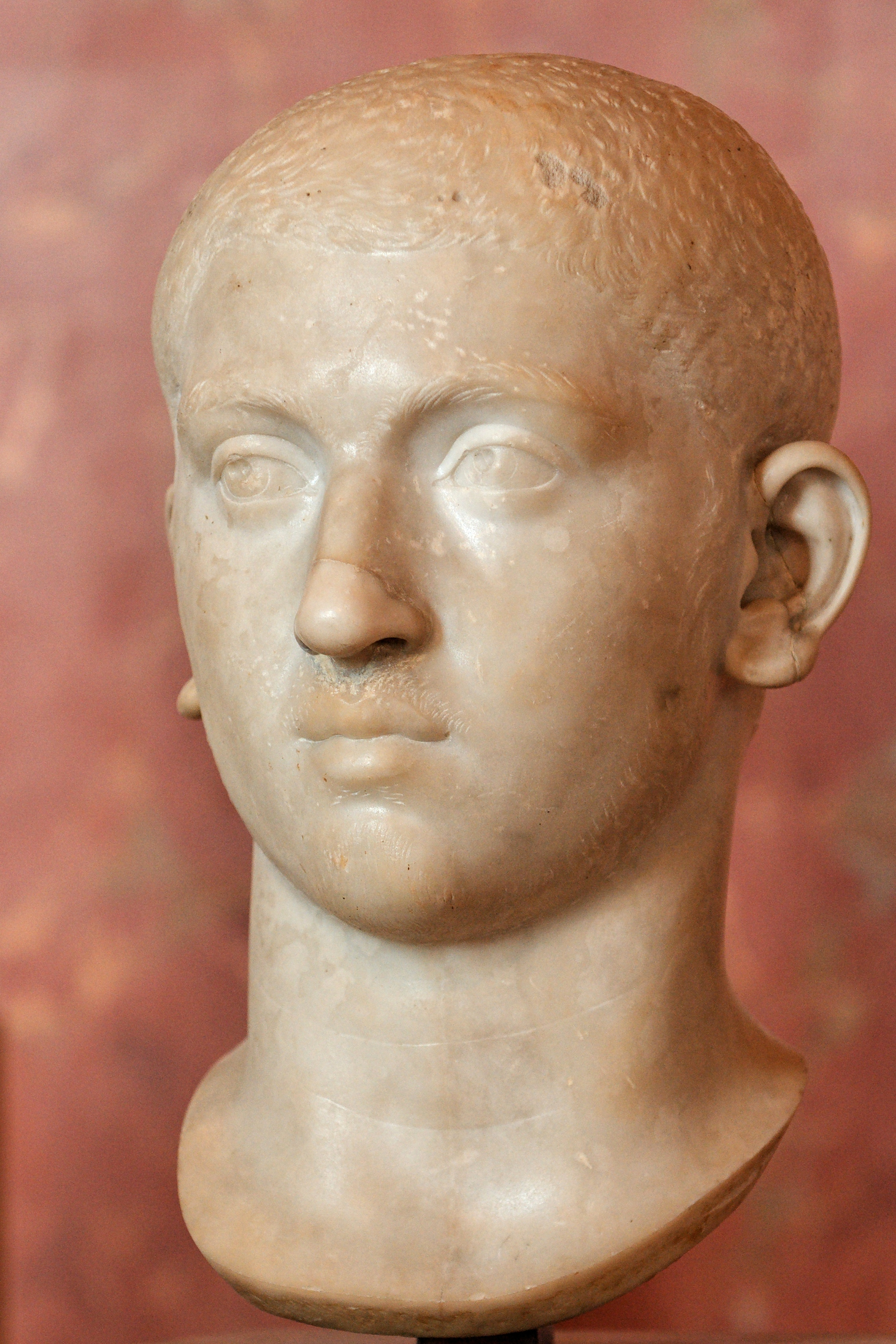
Severus Alexander (208–235)

- Severus Sebokht, syrischer Bischof und Astronom
- Severus von Antiochia († 538), bedeutender spätantiker Theologe und der erste monophysitische Patriarch von Antiochia
- Severus von Ravenna († 344), Bischof von Ravenna, ItalienSeverus von Ravenna († 344)

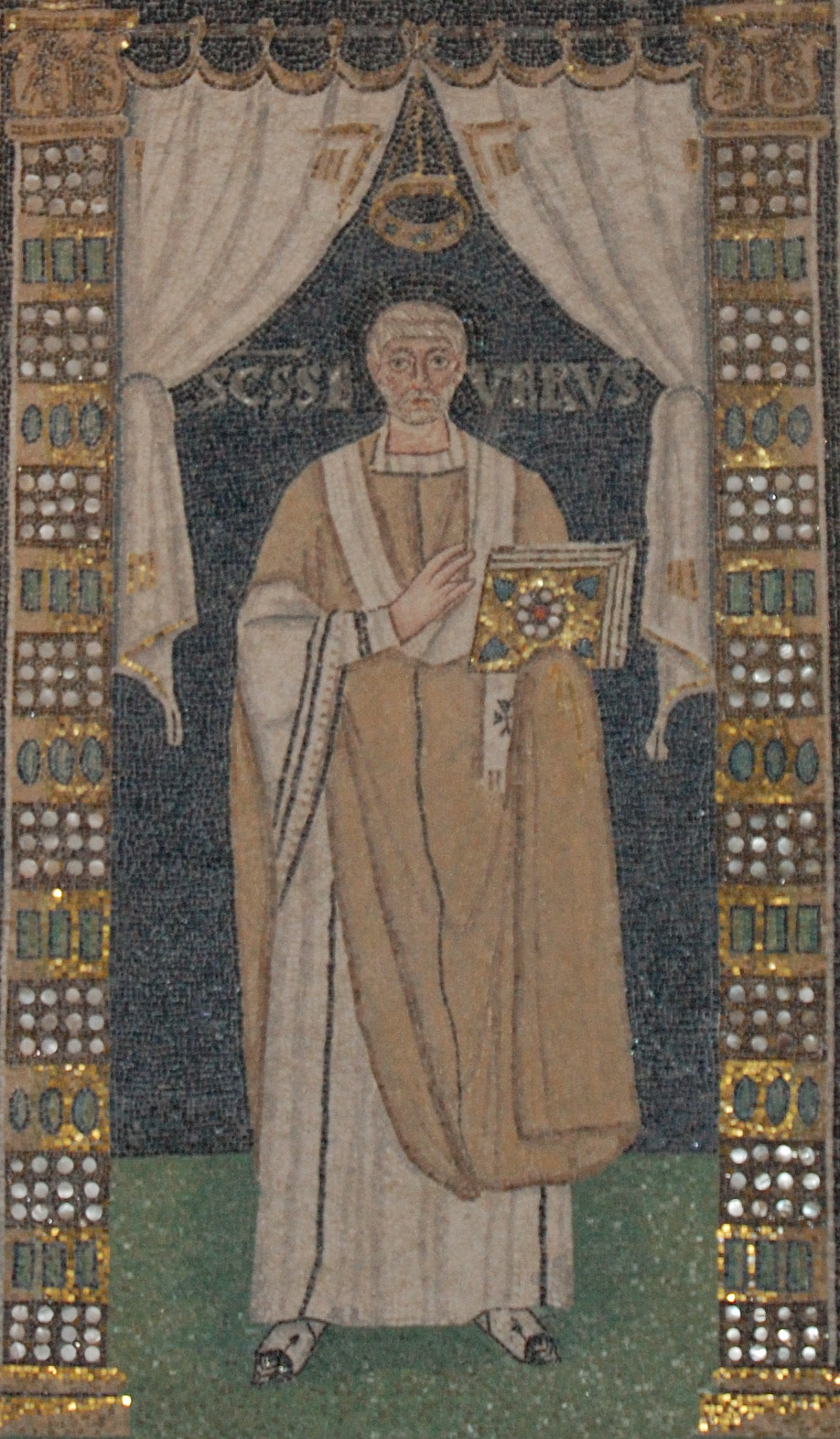
Severus von Ravenna († 344)

- Severus von Trier, Bischof von Trier
- Severus von Vienne, Priester
- Severus, Emmanuel von (1908–1997), langjähriger Mönch der Benediktinerabtei Maria Laach
- Severus, Libius, weströmischer Kaiser (461–465)
- Severus, Lucius Domitius, römischer Offizier (Kaiserzeit)
- Severus, Sibylle (* 1937), Schweizer Geigenbauerin und Schriftstellerin
- Severus, Sulpicius, aquitanischer Aristokrat und Historiograph, schrieb die erste Biografie des heiligen Martin von Tours
- Severyn, Brent (* 1966), kanadischer Eishockeyspieler
- Seveso, Pompilio (1877–1949), italienischer Maler
- Sevez, François (1891–1948), französischer Offizier

### Sevg
- Sevgi, Bekir (* 1988), türkischer Fußballtorhüter
- Sevgi, Mustafa (* 1983), türkischer Fußballspieler

### Sevi
- Sevi, Merve (* 1987), türkische Schauspielerin
- Sevian, Lauren (* 1979), US-amerikanische Jazzmusikerin
- Sevian, Samuel (* 2000), US-amerikanischer Schachspieler
- Sevick, Jessica (* 1989), kanadische Ruderin
- Sevier, Ambrose Hundley (1801–1848), US-amerikanischer Politiker
- Sevier, Corey (* 1984), kanadischer Schauspieler und Synchronsprecher
- Sevier, John (1745–1815), US-amerikanischer Politiker
- Sevignani, Hans (1948–2015), österreichischer Lehrer und Politiker (FPÖ), Abgeordneter zum Nationalrat
- Sevigny, Chloë (* 1974), US-amerikanische SchauspielerinChloë Sevigny (* 1974)

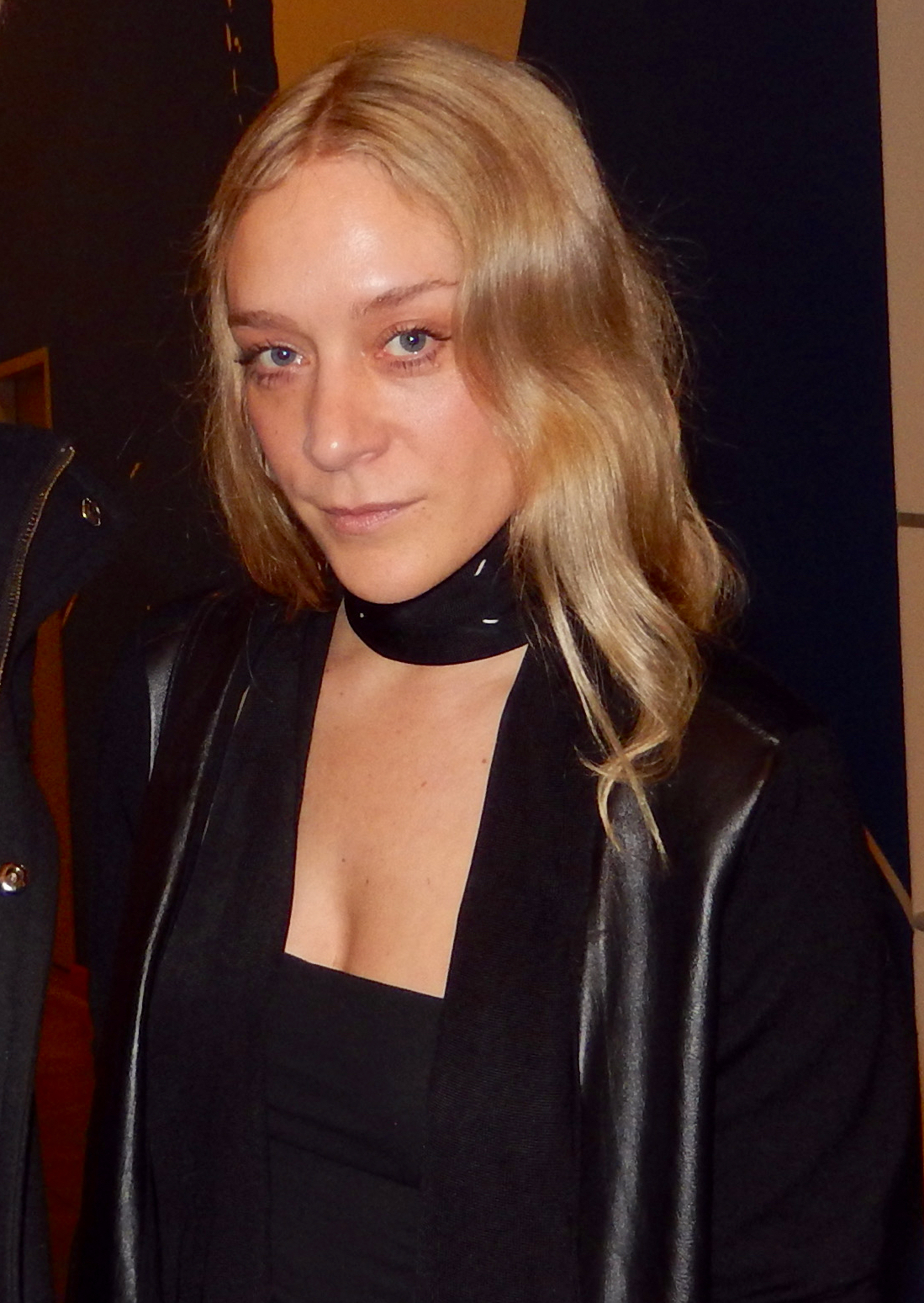
Chloë Sevigny (* 1974)

- Sévigny, Pierre (1917–2004), kanadischer Politiker, Professor und Offizier
- Sévigny, Richard (* 1957), kanadischer Eishockeytorwart
- Sevilha, Rubens (* 1959), brasilianischer Ordensgeistlicher, römisch-katholischer Bischof von Bauru
- Sevilla, Carlos Arthur (* 1935), US-amerikanischer Geistlicher, emeritierter Bischof von Yakima
- Sevilla, Carmen (1930–2023), spanische Schauspielerin und Sängerin
- Sevilla, Fabien (* 1971), Schweizer Jazzmusiker
- Sevilla, Ignacio (1941–2016), mexikanischer Fußballspieler
- Sevilla, Karol (* 1999), mexikanische Schauspielerin und Sängerin
- Sevilla, Ninón (1921–2015), kubanisch-mexikanische Schauspielerin, Tänzerin und Sängerin
- Sevilla, Óscar (* 1976), spanischer RadrennfahrerÓscar Sevilla (* 1976)

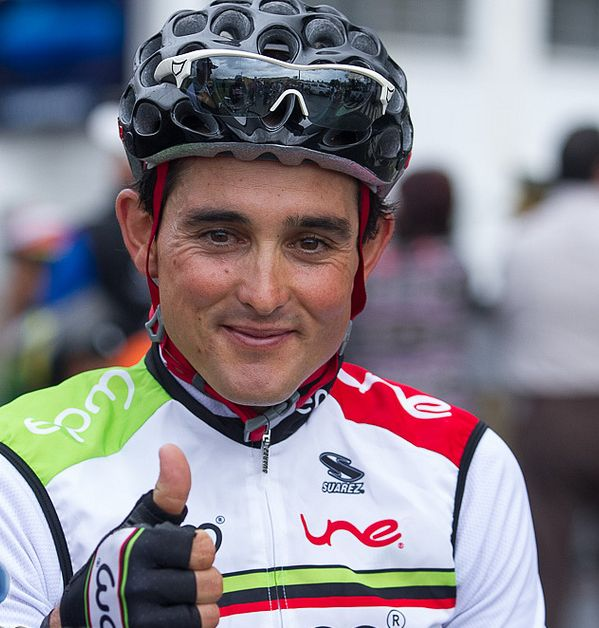
Óscar Sevilla (* 1976)

- Sevilla, Paula (* 1997), spanische Sprinterin
- Sevilla, Salva (* 1984), spanischer Fußballspieler
- Sevilla, Soledad (* 1944), spanische Malerin, Skulpturen- und Land-Art-Künstlerin
- Sevillano, Carlos (* 1940), spanischer Basketballspieler
- Sevillano, Miguel (1928–1998), argentinischer Radrennfahrer
- Séville, Astrid (* 1984), deutsche Politikwissenschaftlerin
- Seville, Catherine (1963–2016), britische Juristin
- Seville, Oblique (* 2001), jamaikanischer Leichtathlet
- Sevim, Aykut (* 1991), türkischer Fußballspieler
- Sevim, Bora (* 1982), türkischer Fußballtorhüter
- Sevim, Gizem (* 1997), türkische Schauspielerin
- Sevimli, Hayri (* 1991), deutscher Fußballspieler
- Sevin (* 1981), US-amerikanischer christlicher Rapper, Sänger, Songschreiber und Musikproduzent
- Sévin, Hector-Irénée (1852–1916), französischer Geistlicher, Erzbischof von Lyon und Primas von Frankreich
- Sévin, Lucille, französische Bildhauerin
- Sevindik, Görkem (* 1986), türkischer Schauspieler
- Sevindim, Aslı (* 1973), türkische Journalistin, Rundfunkmoderatorin und SchriftstellerinAslı Sevindim (* 1973)

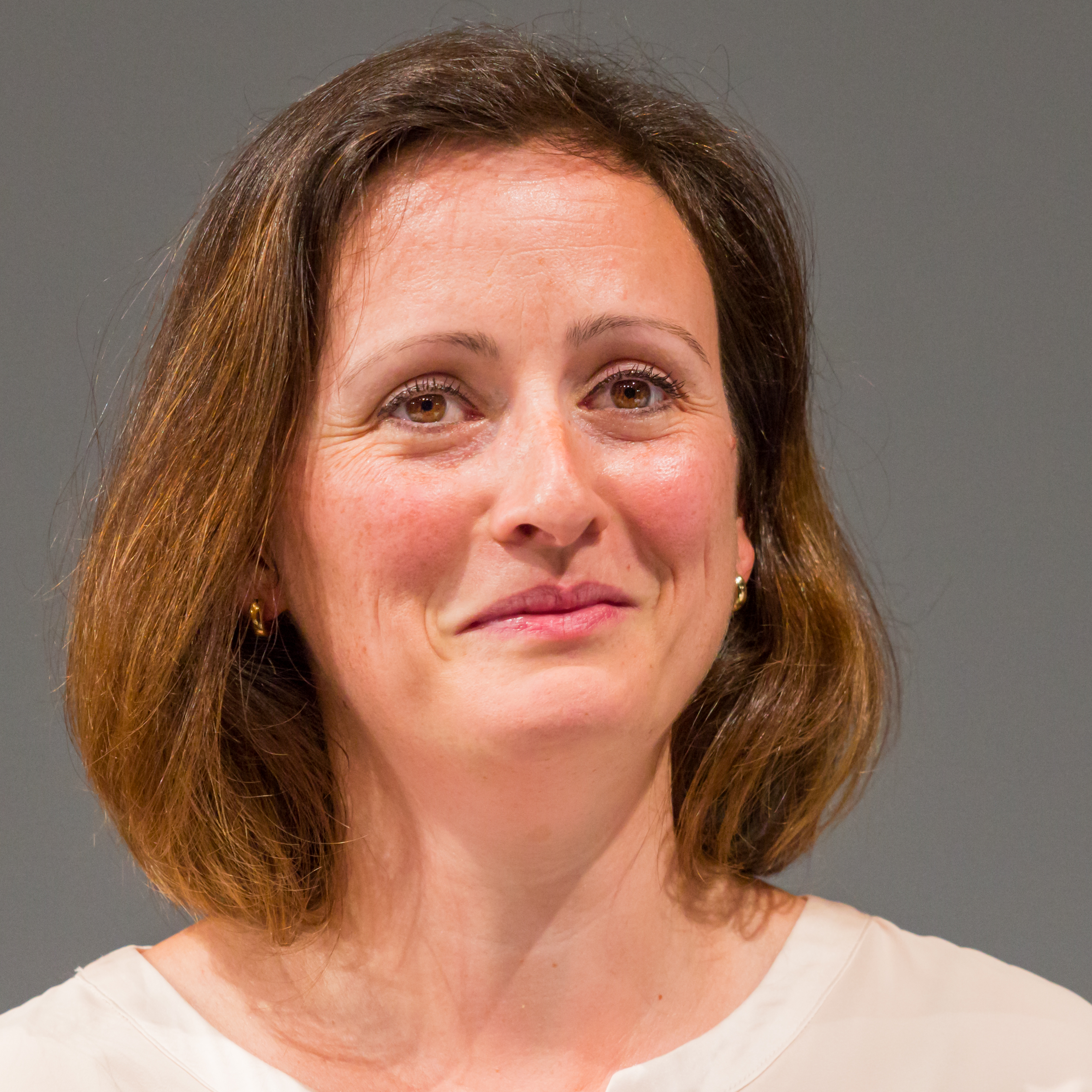
Aslı Sevindim (* 1973)

- Sevindir, Raşit (* 1986), türkischer Fußballspieler
- Sevink, Udo (* 1941), deutscher Radrennfahrer
- Ševít, Lukáš (* 1984), tschechischer Naturbahnrodler

### Sevk
- Şevkefza Sultan († 1889), Kadın des osmanischen Sultans Abdülmecid I. und Valide Sultan unter Murad V.
- Şevkin, Müzeyyen (* 1961), türkische Politikerin (CHP)

### Sevl
- Sevler, Mikdat (* 1998), türkischer Hürdenläufer

### Sevo
- Sevo, Daniel (* 1984), deutscher Eishockeyspieler
- Sevogel, Henman († 1444), Schweizer Politiker und Heerführer

### Sevr
- Sevran, Pascal (1945–2008), französischer Autor, Sänger und Fernsehshowmaster
- Sevrin, Oscar (1884–1975), belgischer Ordensgeistlicher, römisch-katholischer Bischof von Raigarh-Ambikapur
- Sevruguin, Antoin († 1933), iranischer Fotograf

### Sevs
- Sevšek, Maruša (* 1995), slowenische Fußballspielerin